# Bastion Panzerlachs

Le bastion Panzerlachs (finnois : Pantsarlahden bastioni, russe : Панцерлакс) est un bastion situé à Vyborg en Russie.

## Histoire
Le bastion est l'un des huit bastions intégrés dans les murs de fortification et la forteresse en corne (fi).
Il est le seul bastion restant car les autres ont été démolis dans les années 1860 pour laisser la ville grandir.
Le musée d'art de Vyborg est construit sur le bastion Panzerlachs.

## Galerie

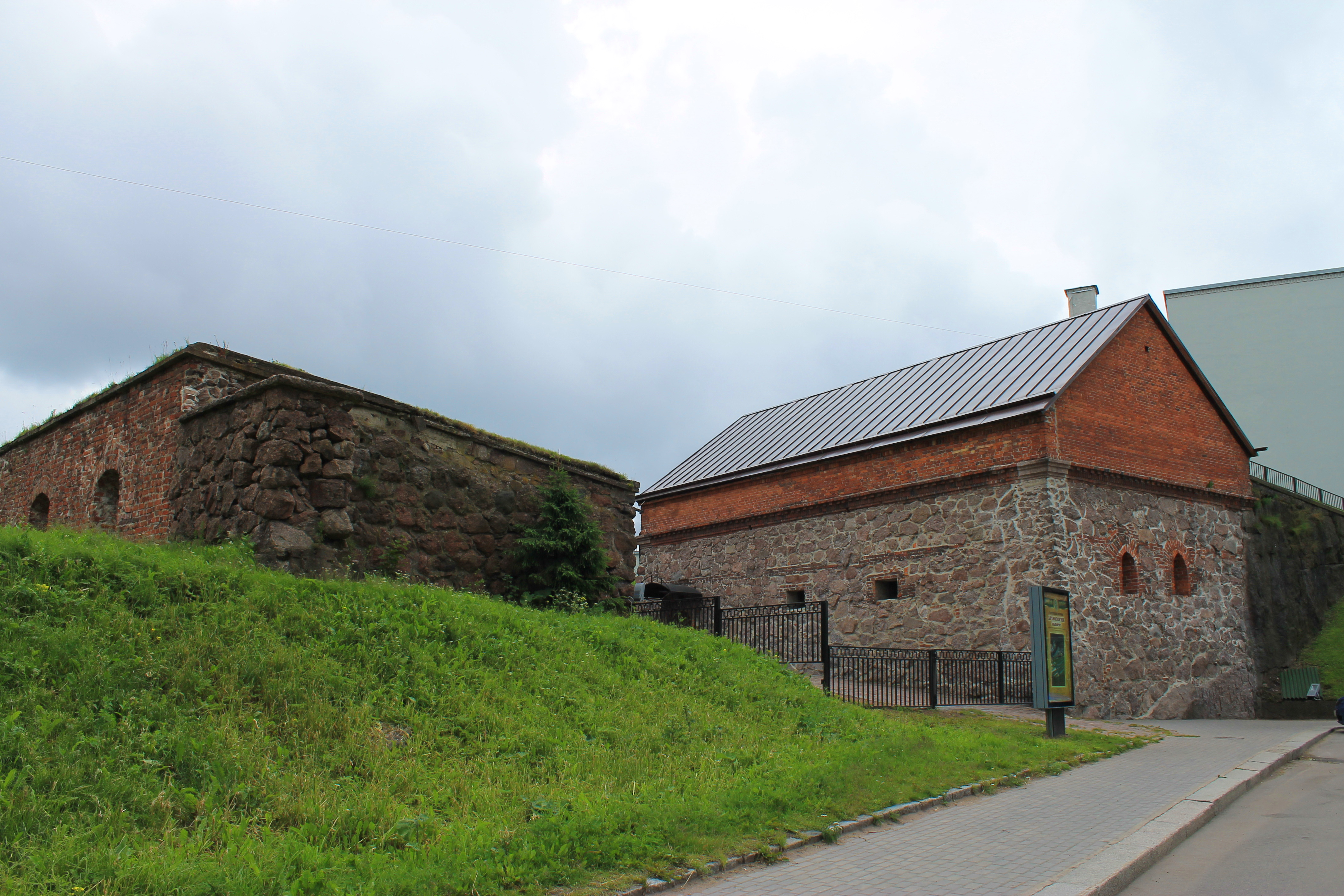
La poudrière.
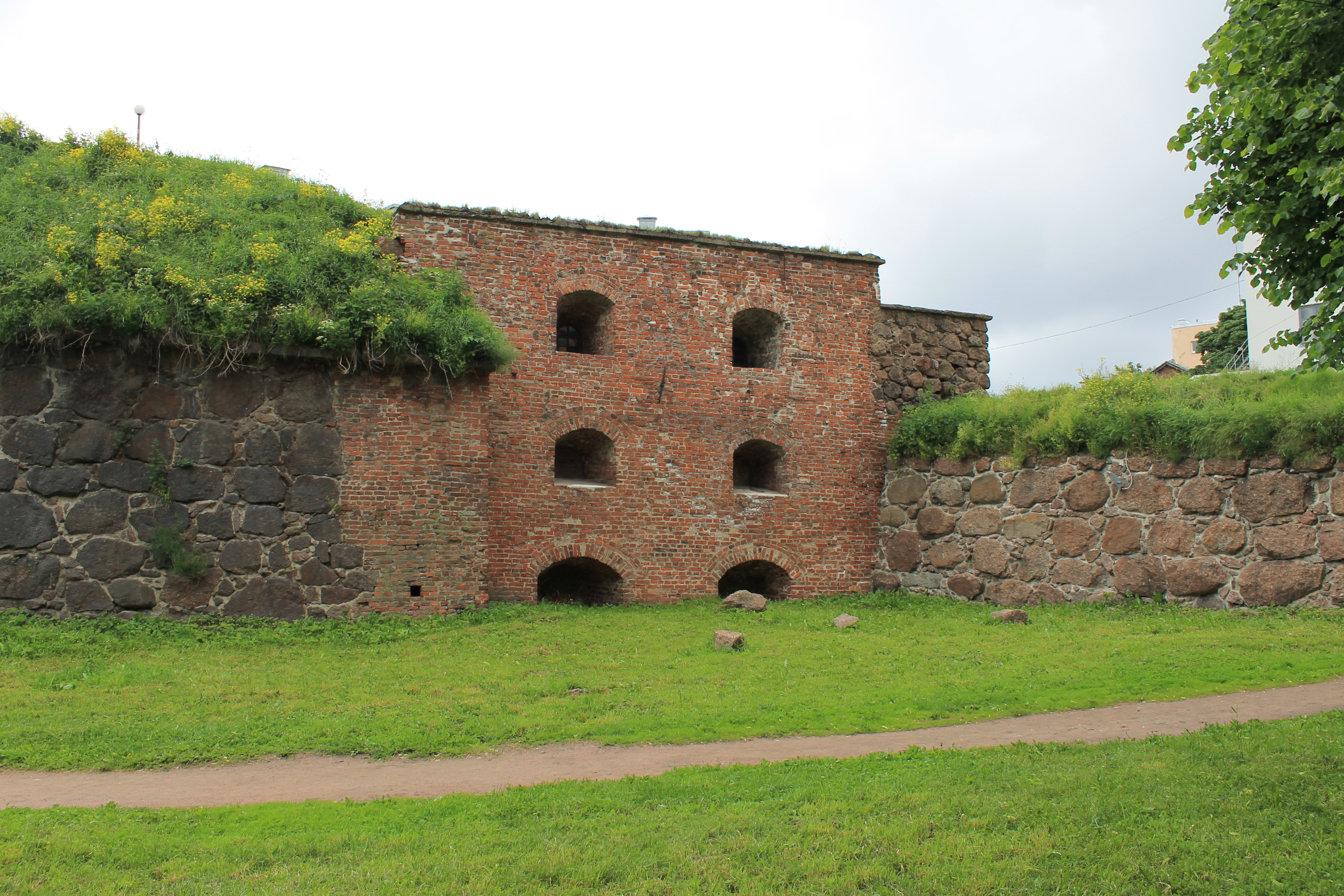
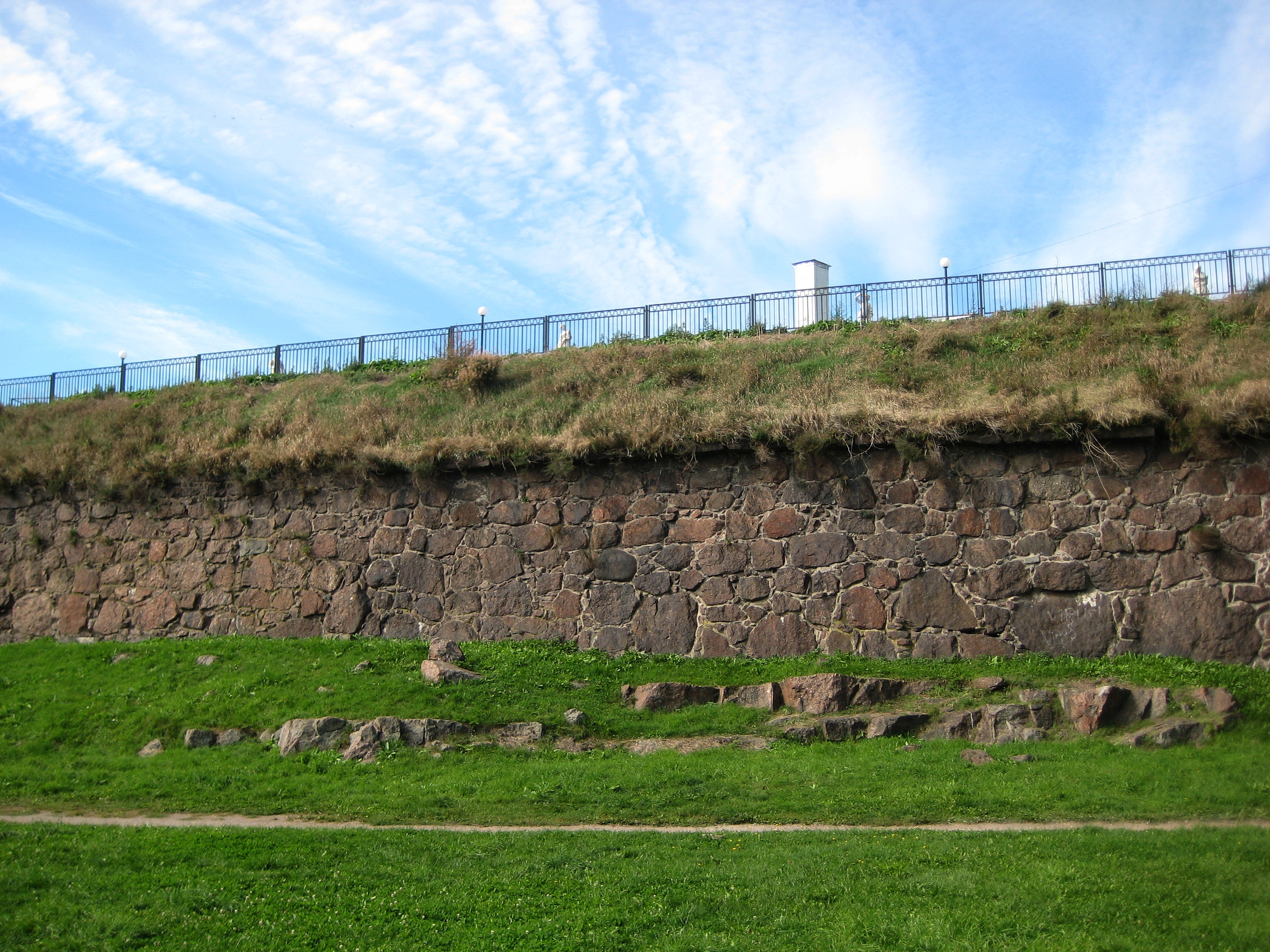
Mur du bastion.
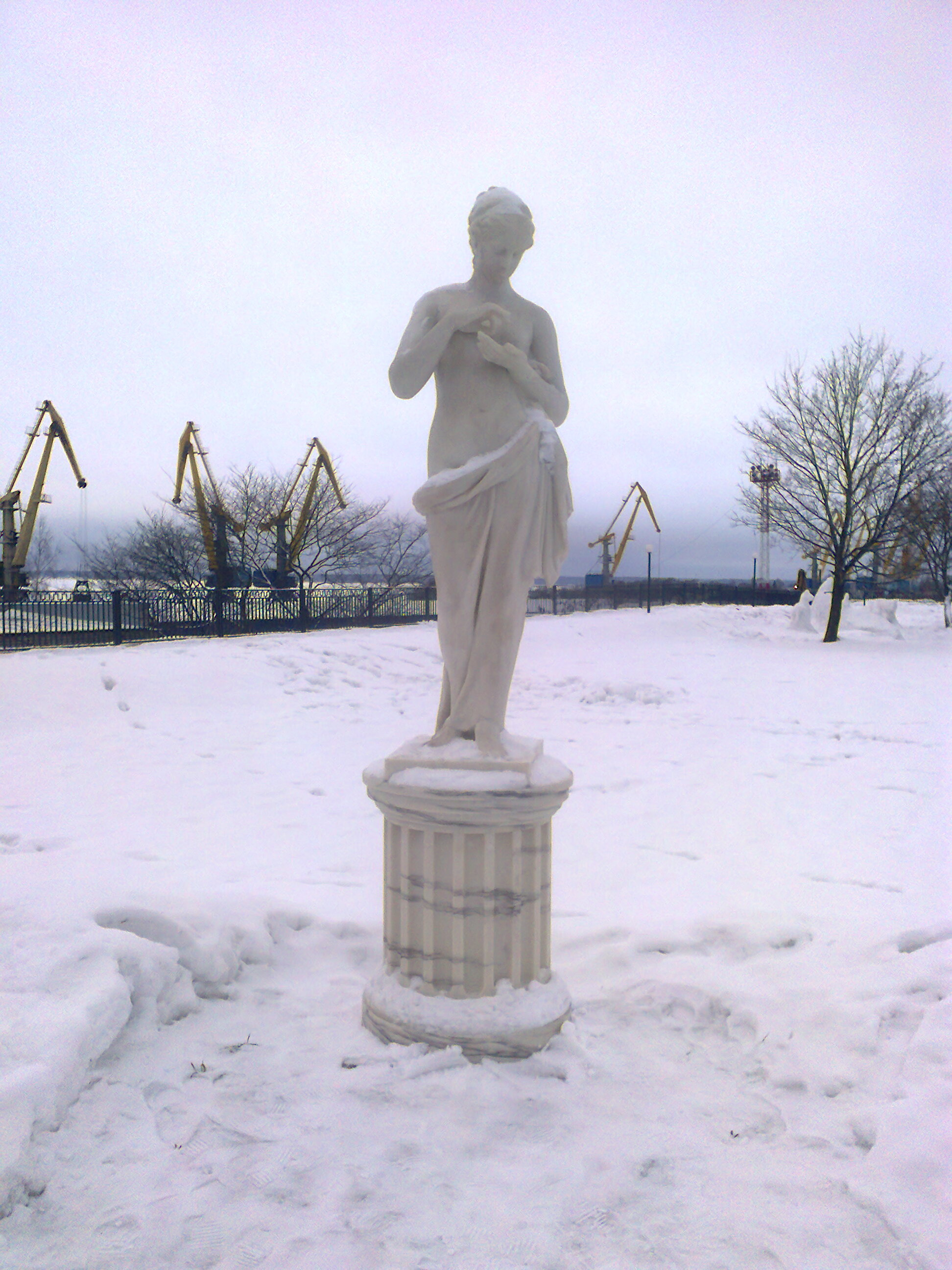
Sculpture sur la bastion.
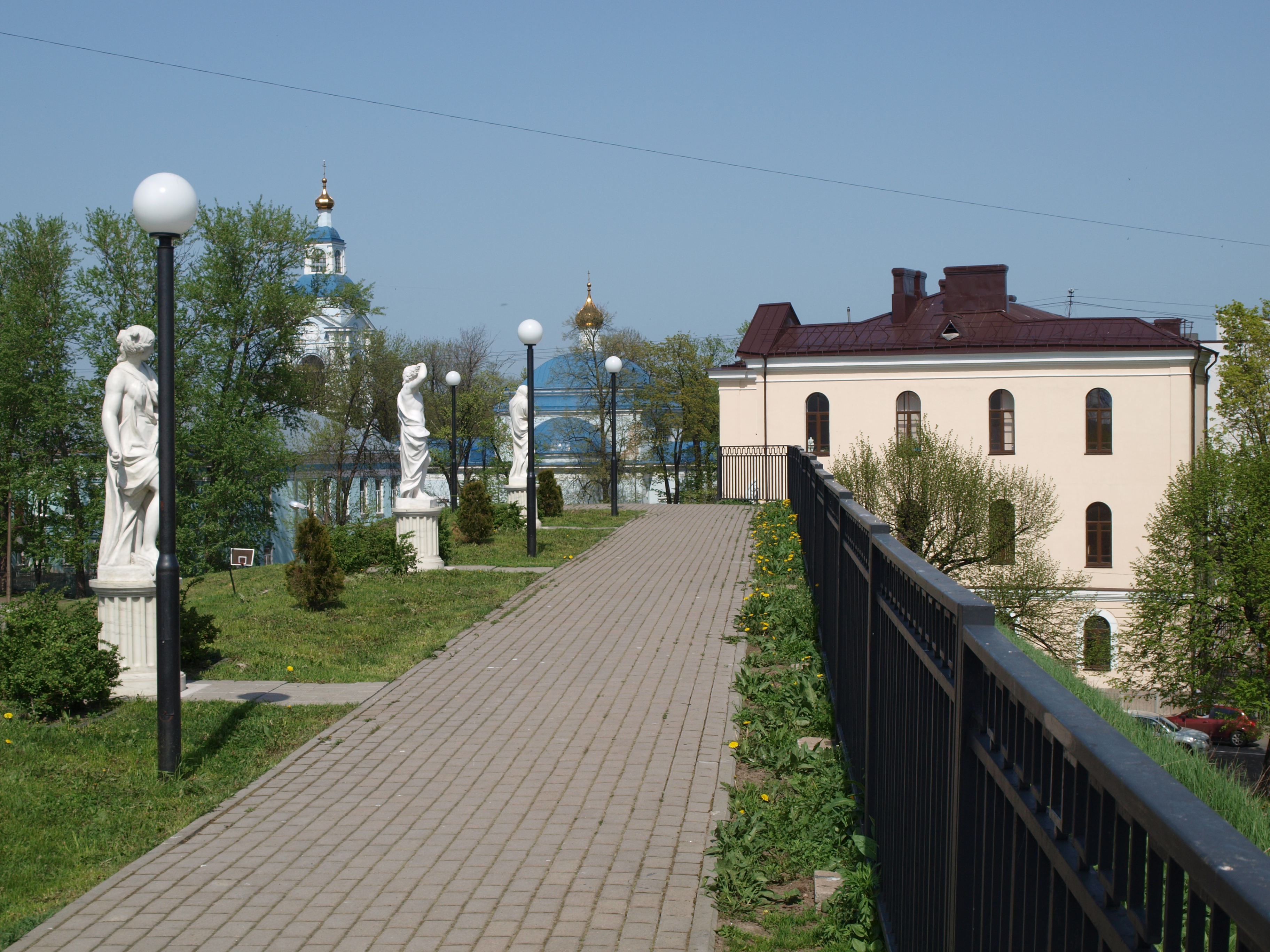
La rue du musée sur le bastion.